# Plymouth Colony
De Plymouth Colony was een Engelse kolonie in Noord-Amerika die bestond van 1620 tot 1691.
De kolonie werd gesticht door de Pilgrim Fathers, die met het schip de Mayflower in 1620 aan land gingen in het huidige Plymouth in Massachusetts. Eerder landden zij in het huidige Provincetown op het puntje van het schiereiland Cape Cod, maar besloten daar niet te blijven en door te varen. Het bestuur werd geregeld in het Mayflower Compact dat alle 41 mannen aan boord van de Mayflower hadden ondertekend. Bijna de helft van de kolonisten overleefde de eerste winter in Plymouth niet. Onder de slachtoffers was hun eerste gouverneur, John Carver. Om te overleven kregen ze hulp van opperhoofd Massasoit en de tolk Squanto.
In 1691 werden de zelfstandige koloniën in Massachusetts samengevoegd tot de Province of Massachusetts Bay. Daarmee eindigde de geschiedenis van de Plymouth Colony.